# Mathew Ryan
Mathew ("Matt") Ryan (Plumpton, 8 april 1992) is een Australisch profvoetballer die speelt als doelman. Ryan bezit tevens de Britse nationaliteit. Ryan verliet AS Roma in de winter van 2025 voor RC Lens. Hij speelde met Australië op het WK 2014 in Brazilië, het WK 2018 in Rusland én het WK 2022 in Qatar. Tijdens zijn periode in België werd Ryan tweemaal verkozen tot Keeper van het Jaar. Ryan won met Australië in 2015 de AFC Asian Cup.

## Clubcarrière

### Jeugd
Ryan werd geboren in Plumpton, een plaats in de buurt van Sydney. Ryan begon met voetballen bij Marconi Stallions en maakte in 2008 de overstap naar Blacktown City, dat hem in 2009 verhuurde aan de jeugd van Central Coast Mariners. In 2010 keerde hij terug naar Blacktown City en maakte hij zijn debuut in de New South Wales Premier League.

### Central Coast Mariners
In 2010 maakte Ryan, na uitvallen van eerste doelman Jess Vanstrattan, zijn debuut voor de Central Coast Mariners, dat in tegenstelling tot Blacktown City wel in de gesloten A-League uitkwam. Hoewel de club met Paul Henderson ook over een meer ervaren doelman beschikte en Ryan een moeilijk debuut kende, bleef Ryan de eerste keuze van coach Graham Arnold, die de jonge keeper na zijn debuutjaar een groot talent noemde. In 2011 verloren de Central Coast Mariners de finale van het knock-outsysteem na strafschoppen, een jaar later werd de club eerste in de competitie maar bereikte de finale niet. In 2013 trokken de Central Coast Mariners wel aan het langste eind in de finale.
In juli 2012 mocht de Australische doelman testen bij drie Engelse clubs: Tottenham Hotspur, West Bromwich Albion en Wigan Athletic. De proefperiode bij die laatste club ging echter niet door wegens een blessure. Enkele maanden later mocht Ryan ook bij het Schotse Glasgow Rangers testen. Ook daar kwam het niet tot een transfer.

### Club Brugge
Op 30 mei 2013 tekende de toen 21-jarige Ryan een contract voor drie seizoenen bij Club Brugge. Hij debuteerde op 26 juli 2013 tegen Sporting Charleroi met een clean sheet. Op 22 december 2013 stopte hij in de Ghelamco Arena van KAA Gent een penalty van Nicklas Pedersen. In de reguliere competitie was de Australiër de enige Club-speler die geen enkele minuut miste.
Op 14 mei 2014 werd Ryan bekroond tot "doelman van het jaar". Hij kreeg de meeste punten, gegeven door de spelers in de Eerste klasse. Hij kreeg in januari 2015 dezelfde prijs op het gala van de Gouden Schoen en in mei van datzelfde jaar verlengde hij deze individuele prijs. Hij speelde twee seizoenen voor Club Brugge, waarin hij 102 wedstrijden speelde.

### Valencia
Ryan tekende in juli 2015 een contract tot medio 2021 bij Valencia, de nummer vier van de Primera División in het voorgaande seizoen. Dat betaalde circa €7.000.000,- voor hem aan Club Brugge. Daar was hij afwisseld met Jaume Domènech eerste doelman. Hij kwam tot 21 wedstrijden in zijn eerste seizoen. Hij keepte de eerste twee wedstrijden van zijn tweede seizoen in Spanje, maar verloor daarna definitief de concurrentiestrijd en kwam tot de winterstop niet meer in actie. Valencia verhuurde de doelman in januari 2017 daarom tot het einde van het seizoen aan KRC Genk. Daar speelde hij 24 wedstrijden.

### Brighton & Hove Albion
In de zomer van 2017 verliet Ryan de Spaanse club definitief en tekende hij een contract bij Brighton & Hove Albion, dat net voor het eerst in de clubgeschiedenis gepromoveerd was naar de Premier League. Hij maakte op 12 augustus zijn debuut tegen Manchester City en stond op 9 september in de goal toen Brighton voor het eerst ooit een wedstrijd won in de Premier League, tegen West Bromwich Albion met 3-1. Brighton eindigde boven de degradatiestreep en Ryan keepte alle competitiewedstrijden, waaronder in de 1-0 overwinning op Manchester United, waardoor Brighton zichzelf verzekerde van nog een seizoen Premier League. Het was één van zijn tien clean sheets dat seizoen. 
In het seizoen 2018/19 speelde hij opnieuw alle wedstrijden, behalve de vier wedstrijden in januari 2019 die hij moest missen vanwege de Azië Cup, waar hij met Australië aan meedeed. In zijn derde seizoen speelde hij opnieuw alle 38 wedstrijden in de competitie en handhaafde Brighton zich voor het derde opvolgende jaar. Hoewel hij het seizoen 2020/21 begon als eerste doelman, werd hij in december 2020 gepasseerd door Graham Potter voor Robert Sánchez. Ryan mocht daarom uitkijken naar een nieuwe club in de winterstop. Voor Brighton kwam hij tot 123 wedstrijden.

### Arsenal
Op 22 januari 2021 werd Ryan voor de rest van het seizoen 2020/21 verhuurd aan Arsenal, waar hij net als Petr Čech in het verleden rugnummer 33 kreeg. Op 6 februari maakte hij zijn debuut voor Arsenal in een 1-0 nederlaag tegen Aston Villa, wegens een schorsing van eerste doelman Bernd Leno. Hij werd nog twee keren ingezet als eerste doelman ten faveure van Leno en kwam in een half jaar tot drie wedstrijden. 

### Real Sociedad
In juli 2021 tekende Ryan een driejarig contract bij Real Sociedad, dat hem voor een niet bekendgemaakt bedrag overnam van Brighton & Hove Albion. Hier werd hij tweede doelman achter Alex Remiro. Op 23 september maakte hij tegen Granada CF zijn debuut en won hij met 2-3. Hij speelde het tweeluik in de UEFA Europa League tegen RB Leipzig, waarin Real Sociedad door de Duitse club uitgeschakeld. Ryan speelde negen wedstrijden voor Real Sociedad.

### FC Kopenhagen
In de zomer van 2022 tekende hij een contract bij FC Kopenhagen. Hij maakte op 16 augustus tegen Trabzonspor in de UEFA Champions League-kwalificatiewedstrijd zijn debuut. Over twee wedstrijden rekende de Deense club af met de Turkse. Hij maakte op 6 september zijn debuut in het hoofdtoernooi van de Champions League tegen Borussia Dortmund (0-3 nederlaag). Begin oktober verdween Ryan uit de basiself, waardoor hij slechts elf wedstrijden speelde voor FC Kopenhagen.

### AZ Alkmaar
Op 9 januari 2023 tekende Ryan tot medio 2024 een contract bij AZ. Hij maakte op 22 januari zijn debuut in een 3-1 overwinning op Fortuna Sittard. Hij speelde alle wedstrijden na zijn komst, werd vierde met AZ en strandde in de halve finale van de UEFA Europa Conference League tegen West Ham United. Tussen december 2023 en januari 2024 miste Ryan vijf wedstrijden door zijn deelname aan de Azië Cup, waarin AZ slechts twee punten pakte. Terug in de basis was AZ zeven wedstrijden op rij ongeslagen. 

## Clubstatistieken

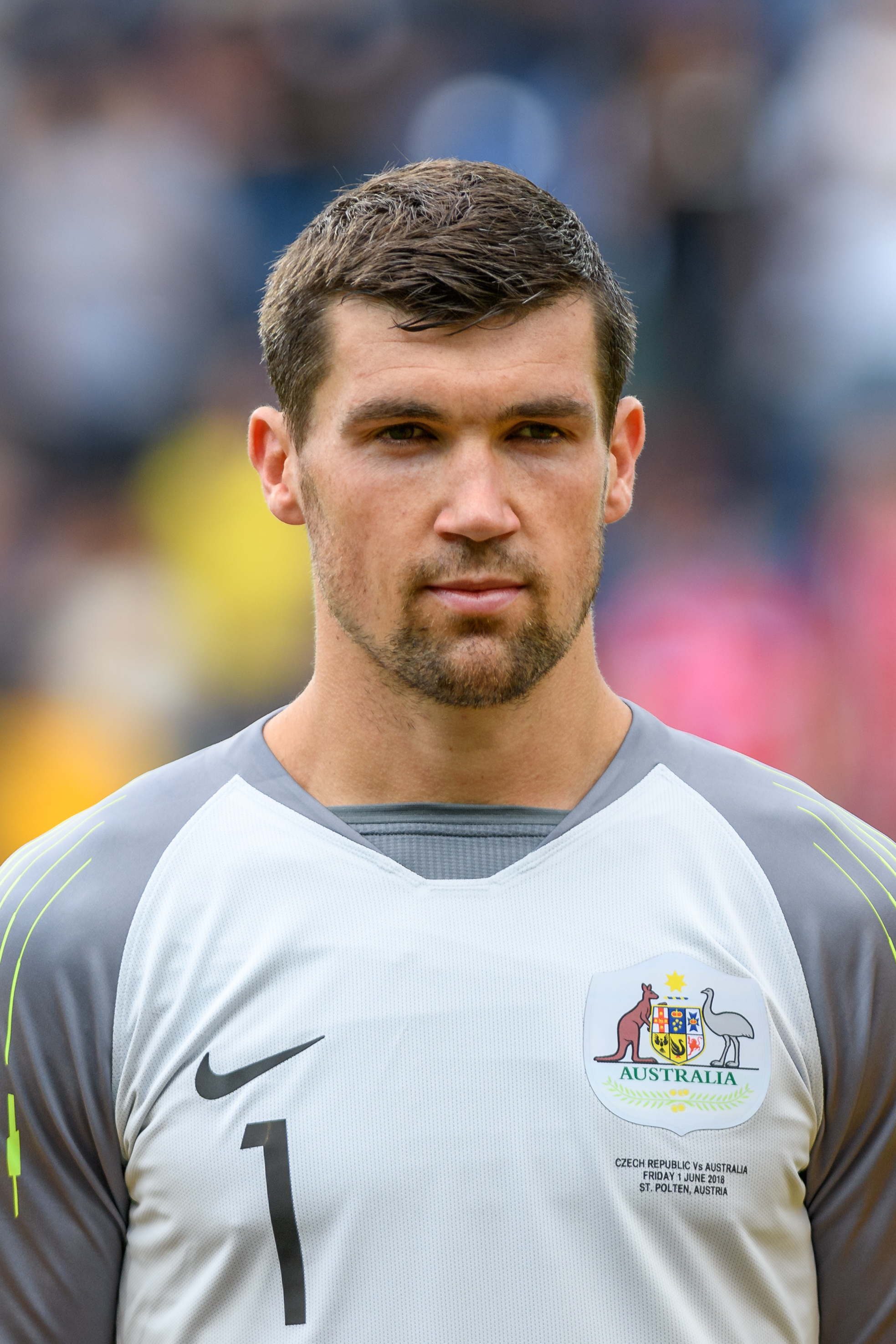
Ryan met Australisch voetbalelftal in 2018

| Seizoen | Club                   | Competitie         | Competitie | Competitie | Beker | Beker | Internationaal | Internationaal | Totaal | Totaal |
| Seizoen | Club                   | Competitie         | Wed.       | Dlp.       | Wed.  | Dlp.  | Wed.           | Dlp.           | Wed.   | Dlp.   |
| ------- | ---------------------- | ------------------ | ---------- | ---------- | ----- | ----- | -------------- | -------------- | ------ | ------ |
| 2009    | Blacktown City         | NSW Premier League | 0          | 0          | 0     | 0     | —              | —              | 0      | 0      |
| 2010    | Blacktown City         | NSW Premier League | 11         | 0          | 4     | 0     | —              | —              | 15     | 0      |
| 2010/11 | Central Coast Mariners | A-League           | 31         | 0          | 0     | 0     | —              | —              | 31     | 0      |
| 2011/12 | Central Coast Mariners | A-League           | 24         | 0          | 0     | 0     | 6              | 0              | 30     | 0      |
| 2012/13 | Central Coast Mariners | A-League           | 25         | 0          | 0     | 0     | 8              | 0              | 33     | 0      |
| 2013/14 | Club Brugge            | Jupiler Pro League | 40         | 0          | 2     | 0     | 2              | 0              | 44     | 0      |
| 2014/15 | Club Brugge            | Jupiler Pro League | 37         | 0          | 5     | 0     | 16             | 0              | 58     | 0      |
| 2015/16 | Valencia               | Primera División   | 8          | 0          | 7     | 0     | 6              | 0              | 21     | 0      |
| 2016/17 | Valencia               | Primera División   | 2          | 0          | 0     | 0     | —              | —              | 2      | 0      |
| 2016/17 | → KRC Genk             | Eerste Klasse      | 17         | 0          | 1     | 0     | 6              | 0              | 24     | 0      |
| 2017/18 | Brighton & Hove Albion | Premier League     | 38         | 0          | 0     | 0     | —              | —              | 38     | 0      |
| 2018/19 | Brighton & Hove Albion | Premier League     | 34         | 0          | 2     | 0     | —              | —              | 36     | 0      |
| 2019/20 | Brighton & Hove Albion | Premier League     | 38         | 0          | 0     | 0     | —              | —              | 38     | 0      |
| 2020/21 | Brighton & Hove Albion | Premier League     | 11         | 0          | 0     | 0     | —              | —              | 11     | 0      |
| 2020/21 | → Arsenal              | Premier League     | 3          | 0          | 0     | 0     | —              | —              | 3      | 0      |
| 2021/22 | Real Sociedad          | Primera División   | 3          | 0          | 3     | 0     | 3              | 0              | 9      | 0      |
| 2022/23 | FC Kopenhagen          | Superligaen        | 6          | 0          | 1     | 0     | 4              | 0              | 11     | 0      |
| 2022/23 | AZ                     | Eredivisie         | 18         | 0          | 1     | 0     | 6              | 0              | 25     | 0      |
| 2023/24 | AZ                     | Eredivisie         | 29         | 0          | 1     | 0     | 9              | 0              | 39     | 0      |
| 2024/25 | AS Roma                | Serie A            | 0          | 0          | 1     | 0     | —              | —              | 1      | 0      |
| 2024/25 | RC Lens                | Ligue 1            | 0          | 0          | 0     | 0     | 0              | 0              | 0      | 0      |
| Totaal  | Totaal                 | Totaal             | 375        | 0          | 25    | 0     | 66             | 0              | 466    | 0      |

Bijgewerkt t/m 21 januari 2025. 

## Interlandcarrière
Ryan werd in februari 2012 voor het eerst geselecteerd voor het Australisch voetbalelftal. Hij maakte op 5 december 2012 zijn officiële debuut voor The Socceroos. Hij mocht toen meespelen in een kwalificatiewedstrijd voor het Oost-Aziatisch voetbalkampioenschap tegen Noord-Korea. Het duel eindigde in 1–1. Hij nam met Australië deel aan het wereldkampioenschap voetbal 2014 in Brazilië. Hij speelde als eerste doelman in elk van de drie groepswedstrijden. Ryan nam in juni 2017 met Australië eveneens als eerste doelman deel aan de FIFA Confederations Cup in Rusland, waar in de groepsfase eenmaal werd verloren en tweemaal werd gelijkgespeeld. Hij maakte deel uit van de Australische selectie voor het wereldkampioenschap voetbal 2018 in Rusland, waar hij drie keer in actie kwam.
| Interlands van Mathew Ryan voor Australië | Interlands van Mathew Ryan voor Australië | Interlands van Mathew Ryan voor Australië | Interlands van Mathew Ryan voor Australië | Interlands van Mathew Ryan voor Australië | Interlands van Mathew Ryan voor Australië | Interlands van Mathew Ryan voor Australië |
| №                                         | Datum                                     | Wedstrijd                                 | Uitslag                                   | Competitie                                | Goals                                     |                                           |
| Als speler bij Central Coast Mariners     | Als speler bij Central Coast Mariners     | Als speler bij Central Coast Mariners     | Als speler bij Central Coast Mariners     | Als speler bij Central Coast Mariners     | Als speler bij Central Coast Mariners     | Als speler bij Central Coast Mariners     |
| ----------------------------------------- | ----------------------------------------- | ----------------------------------------- | ----------------------------------------- | ----------------------------------------- | ----------------------------------------- | ----------------------------------------- |
| 1.                                        | 5 december 2012                           | Noord-Korea – Australië                   | 1 – 1                                     | Vriendschappelijk                         |                                           |                                           |
| 2.                                        | 9 december 2012                           | Australië – Chinees Taipei                | 8 – 0                                     | Vriendschappelijk                         |                                           |                                           |
| Als speler bij Club Brugge                |                                           |                                           |                                           |                                           |                                           |                                           |
| 3.                                        | 15 oktober 2013                           | Canada – Australië                        | 0 – 3                                     | Vriendschappelijk                         |                                           |                                           |
| 4.                                        | 19 november 2013                          | Australië – Costa Rica                    | 1 – 0                                     | Vriendschappelijk                         |                                           |                                           |
| 5.                                        | 5 maart 2014                              | Australië – Ecuador                       | 3 – 4                                     | Vriendschappelijk                         |                                           |                                           |
| 6.                                        | 26 mei 2014                               | Australië – Zuid-Afrika                   | 1 – 1                                     | Vriendschappelijk                         |                                           |                                           |
| 7.                                        | 7 juni 2014                               | Kroatië – Australië                       | 1 – 0                                     | Vriendschappelijk                         |                                           |                                           |
| 8.                                        | 13 juni 2014                              | Chili – Australië                         | 3 – 1                                     | WK 2014                                   |                                           |                                           |
| 9.                                        | 18 juni 2014                              | Australië – Nederland                     | 2 – 3                                     | WK 2014                                   |                                           |                                           |
| 10.                                       | 21 juni 2014                              | Australië – Spanje                        | 0 – 3                                     | WK 2014                                   |                                           |                                           |
| 11.                                       | 4 september 2014                          | België – Australië                        | 2 – 0                                     | Vriendschappelijk                         |                                           |                                           |
| 12.                                       | 10 oktober 2014                           | V.A.E. – Australië                        | 0 – 0                                     | Vriendschappelijk                         |                                           |                                           |
| 13.                                       | 18 november 2014                          | Japan – Australië                         | 2 – 1                                     | Vriendschappelijk                         |                                           |                                           |
| 14.                                       | 9 januari 2015                            | Australië – Koeweit                       | 4 – 1                                     | Aziatisch kampioenschap                   |                                           |                                           |
| 15.                                       | 13 januari 2015                           | Oman – Australië                          | 0 – 4                                     | Aziatisch kampioenschap                   |                                           |                                           |
| 16.                                       | 17 januari 2015                           | Australië – Zuid-Korea                    | 0 – 1                                     | Aziatisch kampioenschap                   |                                           |                                           |
| 17.                                       | 22 januari 2015                           | China – Australië                         | 0 – 2                                     | Aziatisch kampioenschap                   |                                           |                                           |
| 18.                                       | 27 januari 2015                           | Australië – V.A.E.                        | 2 – 0                                     | Aziatisch kampioenschap                   |                                           |                                           |
| 19.                                       | 31 januari 2015                           | Zuid-Korea – Australië                    | 1 – 2                                     | Aziatisch kampioenschap                   |                                           |                                           |
| 20.                                       | 25 maart 2015                             | Duitsland – Australië                     | 2 – 2                                     | Vriendschappelijk                         |                                           |                                           |
| Als speler bij Valencia CF                |                                           |                                           |                                           |                                           |                                           |                                           |
| 21.                                       | 16 juni 2015                              | Kirgizië – Australië                      | 1 – 2                                     | Kwalificatie WK 2018                      |                                           |                                           |
| 22.                                       | 24 maart 2016                             | Australië – Tadzjikistan                  | 7 – 0                                     | Kwalificatie WK 2018                      |                                           |                                           |
| 23.                                       | 29 maart 2016                             | Australië – Jordanië                      | 5 – 1                                     | Kwalificatie WK 2018                      |                                           |                                           |
| 24.                                       | 27 mei 2016                               | Engeland – Australië                      | 2 – 1                                     | Vriendschappelijk                         |                                           |                                           |
| 25.                                       | 4 juni 2016                               | Australië – Griekenland                   | 1 – 0                                     | Vriendschappelijk                         |                                           |                                           |
| 26.                                       | 1 september 2016                          | Australië – Irak                          | 2 – 0                                     | Kwalificatie WK 2018                      |                                           |                                           |
| 27.                                       | 6 september 2016                          | V.A.E. – Australië                        | 0 – 1                                     | Kwalificatie WK 2018                      |                                           |                                           |
| 28.                                       | 6 oktober 2016                            | Saoedi-Arabië – Australië                 | 2 – 2                                     | Kwalificatie WK 2018                      |                                           |                                           |
| 29.                                       | 11 oktober 2016                           | Australië – Japan                         | 1 – 1                                     | Kwalificatie WK 2018                      |                                           |                                           |
| 30.                                       | 15 november 2016                          | Thailand – Australië                      | 2 – 2                                     | Kwalificatie WK 2018                      |                                           |                                           |
| Als speler bij KRC Genk                   |                                           |                                           |                                           |                                           |                                           |                                           |
| 31.                                       | 28 maart 2017                             | Australië – V.A.E.                        | 2 – 0                                     | Kwalificatie WK 2018                      |                                           |                                           |
| 32.                                       | 8 juni 2017                               | Australië – Saoedi-Arabië                 | 3 – 2                                     | Kwalificatie WK 2018                      |                                           |                                           |
| 33.                                       | 19 juni 2017                              | Australië – Duitsland                     | 2 – 3                                     | Confederations Cup                        |                                           |                                           |
| 34.                                       | 22 juni 2017                              | Kameroen – Australië                      | 1 – 1                                     | Confederations Cup                        |                                           |                                           |
| 35.                                       | 25 juni 2017                              | Chili – Australië                         | 1 – 1                                     | Confederations Cup                        |                                           |                                           |
| Als speler bij Brighton & Hove Albion     |                                           |                                           |                                           |                                           |                                           |                                           |
| 36.                                       | 31 augustus 2017                          | Japan – Australië                         | 2 – 0                                     | Kwalificatie WK 2018                      |                                           |                                           |
| 37.                                       | 5 september 2017                          | Australië – Thailand                      | 2 – 1                                     | Kwalificatie WK 2018                      |                                           |                                           |
| 38.                                       | 5 oktober 2017                            | Syrië – Australië                         | 1 – 1                                     | Kwalificatie WK 2018                      |                                           |                                           |
| 39.                                       | 10 oktober 2017                           | Australië – Syrië                         | 2 – 1                                     | Kwalificatie WK 2018                      |                                           |                                           |
| 40.                                       | 10 november 2017                          | Honduras – Australië                      | 0 – 0                                     | Kwalificatie WK 2018                      |                                           |                                           |
| 41.                                       | 15 november 2017                          | Australië – Honduras                      | 3 – 1                                     | Kwalificatie WK 2018                      |                                           |                                           |
| 42.                                       | 23 maart 2018                             | Noorwegen – Australië                     | 4 – 1                                     | Vriendschappelijk                         |                                           |                                           |
| 43.                                       | 1 juni 2018                               | Australië – Tsjechië                      | 4 – 0                                     | Vriendschappelijk                         |                                           |                                           |
| 44.                                       | 9 juni 2018                               | Hongarije – Australië                     | 1 – 2                                     | Vriendschappelijk                         |                                           |                                           |
| 45.                                       | 16 juni 2018                              | Frankrijk – Australië                     | 2 – 1                                     | WK 2018                                   |                                           |                                           |
| 46.                                       | 21 juni 2018                              | Denemarken – Australië                    | 1 – 1                                     | WK 2018                                   |                                           |                                           |
| 47.                                       | 26 juni 2018                              | Australië – Peru                          | 0 – 2                                     | WK 2018                                   |                                           |                                           |
| 48.                                       | 17 november 2018                          | Australië – Zuid-Korea                    | 1 – 1                                     | Vriendschappelijk                         |                                           |                                           |
| 49.                                       | 20 november 2018                          | Australië – Libanon                       | 3 – 0                                     | Vriendschappelijk                         |                                           |                                           |
| 50.                                       | 6 januari 2019                            | Australië – Jordanië                      | 0 – 1                                     | Asia Cup 2019                             |                                           |                                           |
| 51.                                       | 11 januari 2019                           | Palestina – Australië                     | 0 – 3                                     | Asia Cup 2019                             |                                           |                                           |
| 52.                                       | 15 januari 2019                           | Australië – Syrië                         | 3 – 2                                     | Asia Cup 2019                             |                                           |                                           |
| 53.                                       | 21 januari 2019                           | Australië – Oezbekistan                   | 0 – 0 (w.n.s.)                            | Asia Cup 2019                             |                                           |                                           |
| 54.                                       | 25 januari 2019                           | Verenigde Arabische Emiraten – Australië  | 1 – 0                                     | Asia Cup 2019                             |                                           |                                           |
| 55.                                       | 10 september 2019                         | Koeweit – Australië                       | 0 – 3                                     | Kwalificatie WK 2022                      |                                           |                                           |
| 56.                                       | 10 oktober 2019                           | Australië – Nepal                         | 5 – 0                                     | Kwalificatie WK 2022                      |                                           |                                           |
| 57.                                       | 15 oktober 2019                           | Chinees Taipei – Australië                | 1 – 7                                     | Kwalificatie WK 2022                      |                                           |                                           |
| 58.                                       | 14 november 2019                          | Jordanië – Australië                      | 0 – 1                                     | Kwalificatie WK 2022                      |                                           |                                           |

Bijgewerkt op 28 juni 2020.

## Erelijst
| Competitie             |                        |                        |                        |                        |
| Competitie             | Aantal                 | Jaren                  |                        |                        |
| Central Coast Mariners | Central Coast Mariners | Central Coast Mariners | Central Coast Mariners | Central Coast Mariners |
| ---------------------- | ---------------------- | ---------------------- | ---------------------- | ---------------------- |
| A-League Premiership   | 1x                     | 2011/12                |                        |                        |
| A-League Championship  | 1x                     | 2013                   |                        |                        |
| Club Brugge            |                        |                        |                        |                        |
| Beker van België       | 1x                     | 2014/15                |                        |                        |
| Australië              |                        |                        |                        |                        |
| AFC Asian Cup          | 1x                     | 2015                   |                        |                        |

| Individueel                            |    |            |
| Beste jongere in de A-League           | 2x | 2011, 2012 |
| Beste doelman in de A-League           | 1x | 2011, 2012 |
| Beste speler in de A-Leaguefinale      | 1x | 2011       |
| Beste doelman in de Jupiler Pro League | 2x | 2014, 2015 |
| Beste doelman in de AFC Asian Cup      | 1x | 2015       |